# Vriesea nutans
Vriesea nutans är en gräsväxtart som beskrevs av Lyman Bradford Smith. Vriesea nutans ingår i släktet Vriesea och familjen Bromeliaceae. Inga underarter finns listade i Catalogue of Life.